# Nombre de Cowling
El nombre de Cowling {\displaystyle (Co)} és un nombre adimensional que s'utilitza en magnetohidrodinàmica. S'utilitzen dues versions d'aquest número, però la segona és la més coneguda.
Aquest nombre porta el nom de Thomas Cowling, físic i matemàtic anglès.

## CoI
El primer nombre de Cowling (CoI) es defineix de la manera següent:
{\displaystyle Co_{I}={\frac {B^{2}\;L_{c}\;\sigma }{v\;\rho }}={\frac {Ha^{2}}{Re}}}
on :
- v = velocitat del fluid,
- ρ = massa volúmica,
- σ = conductivitat elèctrica,
- Lc = longitud característica,
- B = densitat del camp magnètic,
- Ha = nombre de Hartmann,
- Re = nombre de Reynolds.

## CoII
El segon nombre de Cowling (CoII) es defineix com el quadrat de l'invers del nombre d'Alfven. Per tant, és la relació entre la velocitat de l'ona d'Alfvén i la velocitat del fluid, tot al quadrat. Aquesta és la versió més utilitzada. Aquest és l'equivalent al nombre de Mach en la magnetohidrodinàmica. Algunes referències defineixen aquest nombre com simplement el recíproc del nombre d'Alfven.
Es defineix de la manera següent:
{\displaystyle Co_{II}={\frac {B^{2}}{v^{2}\;\rho \;{\mu _{e}}}}=Al^{-2}}
on:
- v = velocitat del fluid,
- ρ = massa volúmica,
- μe = permeabilitat magnètica,
- B = densitat del camp magnètic,
- Al = nombre d'Alfven.